# Stupad i strid

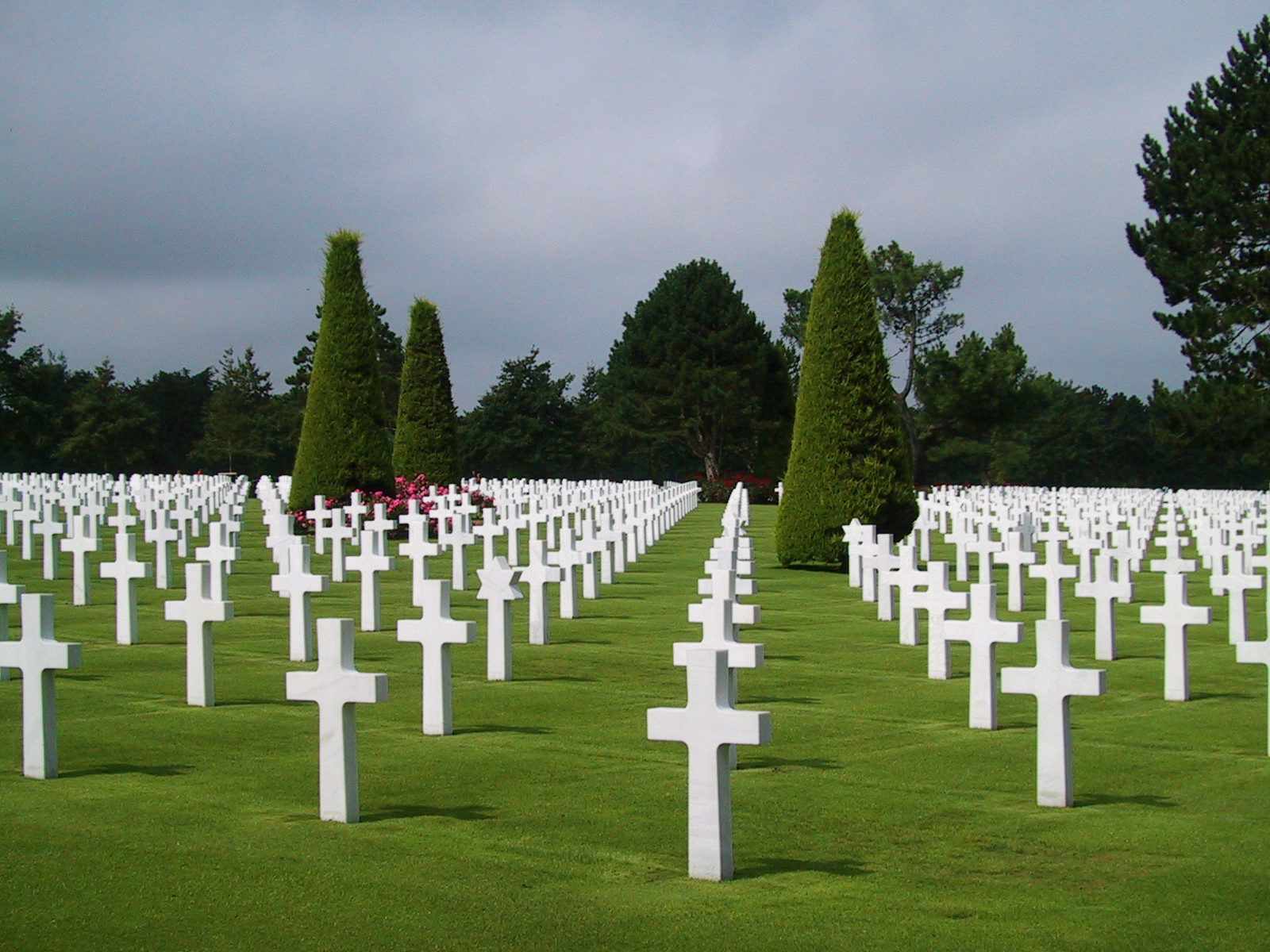
Normandies amerikanska kyrkogård och minnesmärke, nära Colleville-sur-Mer i Frankrike, hedrar amerikanska trupper som dog i Europa under andra världskriget

Stupad i strid, i viss utsträckning även, särskilt förr, fallen i strid eller bliven i strid, är en militärterm för att klassificera dödsorsak för de som omkommit under militär tjänstgöring och avser de fall där stridande dött (stupat) under stridshandling. Att stupa i strid kan anses ärofyllt, vilket speglas i diverse olika mänskliga kulturer, både historiskt och modernt.
Svenska försvarsmaktens guldmedalj för sårade i strid tilldelas endast den som stupat i strid.

## Etymologi
|  | Wiktionary har en ordboksartikel om stupad i strid. |

Verbet stupa (stupade, stupad) betyder här att inta en kroppslig ställning som mer eller mindre avviker från lodrätt ställning och så vidare, särskilt att tvärbrant tvärt sänka sig nedåt, vilket här hänvisar hur en stridandes kropp faller (stupar) till marken vid förlust av sitt liv under en stridshandling. Ordet är rotbesläktat med stup, ”brant avsats”. Det motsvarande finska begreppet motsvarar ungefär det svenska: finska: sodassa kaatuminen, "i krig stupad" eller "i krig omkullfallen".
Likaså används stundom istället verbet falla (föll, fallen), vilket är den vanligare varianten på många närbesläktade: danska: faldet i kamp (även dræbt i kamp), norska: falt i strid, tyska: Gefallener.
Ett tredje begrepp är bli i striden (blev i striden, bliven i strid), även i omlagd ordning, i striden bli (i striden blev, i strid bliven).

## I militär etik
I militär etik, särskilt i äldre tider, framställs ofta det slutgiltiga offret i strid, att offra sitt liv, särskilt när det sker under försvar av hemlandet, som något ärofyllt och hedersamt som består efter döden. Någon som stupat ärofyllt i heligt krig kan exempelvis utses som martyr. Motsatsen, att inte vara beredd att offra sitt liv i strid, framställs som skamligt. Det framställs således som bättre att dö med hedern i behåll än överleva genom att på skamliga sätt undvika strid. Jämför exempelvis ordspråket hellre död än röd.
Att äran är giltig bortom den världsliga tillvaron, där den eviga äran vägs mot jordelivet, kan beskrivas som en emotionell strategi för stridande att hantera de lidanden som är förenade med strid. Bilden av äran som postumt giltig förstärks genom att stupade i strid på olika sätt hedras efter sin död. Denna militära etik kan ses som en slags militär hederskultur, vilken går tillbaka till förhistorian.

### Minnesmärken
Det finns otals former och varianter på minnesmärken anlagda till minne av stupade. Ett förhistoriskt exempel är flertalet runstenar runtom i Europa från folkvandringstiden och vikingatiden som rests till minne av stupade. I Skåne finns runstenar som verkar hänvisa till stupade från slaget vid Fyrisvallarna runt 980, ett sagolikt slag i Uppsala där svearnas kung Erik segrade mot en dansk här som tvingades till full reträtt, varvid han erhöll tillnamnet Segersäll. En av stenarna, Sjörupstenen (DR 279), har versraden: ”Saxi satte denna sten efter Asbjörn, sin fälage (samlagare, kamrat), Tokes son. Han flydde ej vid Uppsala, utan va med så länge han vapen hade.” En annan, Hällestadstenen 1 (DR 295), har versraden: ”Åskel satte denna sten efter Toke, Gorms son, en för honom trogen storman. Han flydde ej vid Uppsala. Kamrater satte till minne av sin broder stenen på berget stärkt av runor. De gick närmast Gorms Toke.” Två närliggande stenar (DR 296 och DR 297) omtalar personer som varit Tokes hirdmän, men nämner inte explicit något slag.
Bland moderna exempel kan nämnas den okände soldatens grav, en symbolisk grav för alla stupade soldater i ett visst krig, vilka finns över hela världen.

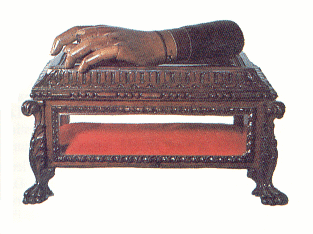
Kapten Danjous handprotes.

Ibland behålls ägodelar av forna stupade kamrater inom olika militära enheter, ungefär som reliker, vilka uppvisas vid ceremonier och liknande. Ett känt exempel är kapten Jean Danjous handprotes inom franska främlingslegionen. Danjou, som bar en handprotes av trä, stupade i det legendariska slaget vid Camarón under den andra franska interventionen i Mexiko. Vid slaget angreps Danjou med 62 legionärer och två löjtnanter av 600 mexikanska soldater. Danjou manade på sina mannar under striden och retirerade till ett gods vid Camarón de Tejeda för att ta befästning. De mexikanska styrkorna fick senare förstärkning och uppgick till 3 000 man. Tre gånger avböjde legionärerna fiendens erbjudande om en hedervärd kapitulation och valde att slåss till döden. När fem legionärer återstod fick de slut på ammunition, varvid de fäste bajonetter och stormade fienden. Två dog och resterande skadades i utfallet. Major Campos av de mexikanska styrkorna gav därefter eldupphör och lät de överlevande legionärerna överlämna sig beväpnade till hans överofficer Francisco Milán. Danjou, som stupat i striden, fick sin protes omhändertagen av legionen, varvid den så kallade Camarón-dagen firas till minne av Danjou och hans stupade den 30 april varje år. Den största ära som i dag kan tillfalla en legionär är att få lov att bära Danjous protes under paraden på Camarón-dagen.

## Stupade i fornnordisk sed (valr)

Modern målning av en stupad nordman med korpar (valkyrior) vakande ovan.

I forntiden användes bland annat begreppet val (fornnordiska: valr) om de stupade i strid i kollektiv betydelse samt om platser där de stupade ligger efter utkämpad strid. Ordet kan möjligen ha koppling med ”fall” eller ”vald” genom språklikheter, men besläktade ord i fornhögtyskan och fornengelskan antyder en koppling till en germansk rot som har med nederlag och dråp att göra. Det återfinns i begreppen Valhall och valkyrja med mera.
Ett annat begrepp var enhärjar, vilket avsåg de stupade som fick komma upp till Valhall ("de stupades hall") i Asarnas hemvist Asgård efter döden.

### Stupade inom asatro
I asatron och den fornnordiska mytologin kunde krigare som tappert stupat i strid bli korade (utvalda) till att leva efterlivet i Asarnas hemvist, Asgård, där de ska festa och strida fram till världens undergång, Ragnarök, för att där strida en sista gång på Asarnas sida i slutstriden. Ena hälften skulle gå till Freja i Folkvang och andra hälften till Oden i Valhall. Odens krigare betecknades enhärjar och upptogs som hans söner; de fick även vistas i Vingolf, asynjornas boning.
Enligt sägnen hade Freja rätt att välja sin halva. I Grímnismál nämns följande:
| Fornnordiska: Fólkvangr er inn níundi, en þar Freyja ræðr sessa kostum í sal; halfan val hon kýss hverjan dag, en halfan Óðinn á. | Direktöversättning: Folkvang är den nionde, en där Freja råder sätens kost i sal; halvan stupade hon tjusar var dag, en halvan Oden å. | Nusvenska: Folkvang är den nionde, och där avgör Freja sittplatsernas befogande i salen. Hälften av de stupade hon väljer var dag, den andra halvan får Oden ta. |

De som korar (utser) stupade (valr) till efterliv i Asgård kallas valkyrja ("de stupades korarinna"), kvinnliga hamnskiftare som stod under Oden och agerade psykopomper inom asatron. Under hamn (skepnad) av korpar vakade de över slagfälten och när slaget var över hämtade de var en krigare genom att iföra de hamnen av ett svanpar, varefter de flög iväg till efterlivet, men de sägs också ha fört krigare vidare på hästrygg.

## Killed in action (engelska)
På engelska används begreppet killed in action (förkortat: KIA), som ungefär betyder "dödad under stridshandling". En variant är presumed killed in action (förkortat: PKIA), som betyder att en soldat som är saknad i strid (engelska: missing in action, kort MIA) även antas ha dött i strid.